# Libre Graphics Meeting
Libre Graphics Meeting (LGM) to coroczna konferencja poświęcona wolnemu oprogramowaniu i oprogramowaniu typu Open Source służącemu do tworzenia grafiki. Pierwsza konferencja odbyła się w 2006 w Lyonie we Francji. Została zapoczątkowana przez Dave Neary i Dave Odina. W 2008 konferencja odbyła się w Polsce na Politechnice Wrocławskiej. 